# Мадамин-бек
Мадамин-бек (узб. Muhammad Amin, Madaminbek, مدمنبيک Мухаммад Амин Ахмадбек) (1893, по другим данным 1882 — 1920) — один из руководителей басмачества в Ферганской долине, авторитетный курбаши, в распоряжении которого находились отряды, численность которых достигала почти 30 тысяч человек. Основной сферой деятельности была окрестность Андижана, несколько раз пытался штурмовать Андижан.

## Биография
Семья Мадамин-бека проживала в Маргеланском уезде, в центральной части Ферганской области. Весной 1917 года по амнистии Временного правительства Мадамин-бек был освобождён из тюрьмы, где отбывал наказание, и поселился в кишлаке недалеко от Старого Маргелана. Перебравшись вскоре в Старый Маргелан, он стал председателем профсоюза мусульманских работников. После победы Октябрьской революции стал начальником милиции Старого Маргелана (12.1917 — 06.1918).
Летом 1918 года Мадамин-бек женился на женщине из богатой семьи.
Создав из местных подчинённых ему отряд милиционеров народного движения мусульман, Мадамин-бек присоедился к отрядам Эргаш-курбаши (Иргаш-бая), с лета 1918 воевал с частями Красной армии. Считался заместителем муллы Эргаш-курбаши, однако между ним и Эргашем были трения, и они действовали несогласованно.
С середины 1919 года провозгласил себя руководителем национального сопротивления (эмир-уль-мусильман), однако Эргаш-курбаши его главенства не признавал.
Мадамин-бек контролировал в 1919 почти всю Ферганскую долину за исключением крупных городов и железных дорог. Одним из его противников была Крестьянская Армия во главе с Константином Монстровым, набранная из русских поселенцев. Однако из-за конфликта с большевиками 22 августа 1919 Монстров заключил союз с Мадамин-беком против Красной Армии.
Летом 1919 совершил кровавый карательный рейд по русским поселениям Ферганы.
22 октября 1919 было образовано Временное ферганское правительство (Фаргона муваккат мухторият хукумати), которое возглавил Мадамин-бек, а заместителем стал Монстров. Под эгидой этого правительства объединились другие отряды народного движения мусульман, в частности отряды Эргаша.
В феврале 1920 года части Красной армии нанесли серьёзное поражение Мадамин-беку и в марте 1920 окружили его главные силы (1200 человек). В марте 1920 после сложных переговоров с представителями Мусбюро и лично председателем областного ревкома Низаметдином Ходжаевым Мадамин-бек заключил мирный договор с Советской властью и согласился ей подчиниться, после чего стал склонять других курбаши признать Советскую власть. 6 марта 1920 был подписан мирный договор, а 20 марта 1920 в Фергане состоялся праздник и парад, в котором принял участие и командующий Туркестанским фронтом Михаил Фрунзе.

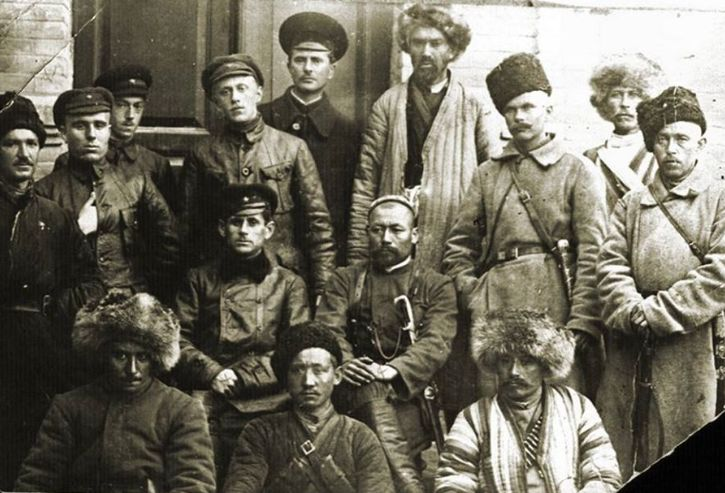
Мадамин-бек (в центре) после перехода на сторону красных, 1920 г., Фергана.

После заключения мира Мадамин-бек поехал в Ташкент для переговоров с советскими лидерами и получил задание совершить дипломатическую миссию с целью склонить других курбаши сотрудничать с Советской властью.
В сопровождении небольшого отряда охраны Мадамин-бек отправился по приглашению в кишлак Джугара-Гарбуа к курбаши Шер Мухаммад-беку (также известному как Кур-Шермат), который именовал себя «амир ляшкар баши» после того, как Мадамин-бек перешёл на сторону советской власти. Обманом отряд заманили в кишлак Вуадиль, где все бойцы во главе с Мадамин-беком и комиссаром Сергеем Суховым были уничтожены многократно превосходившим противником. Голову Мадамин-бека некоторое время таскала на копье банда Калк Ажи (более известен как Хал-ходжи), пока не погибла под лавиной.
Его подчинённые бойцы частично вошли в состав Красной Армии.
О его смерти распускалось большое количество противоречивых слухов. Советское руководство винило в его смерти басмачей, которые таким образом рассправились с предательством. А сами басмачи считали его расстрел и убийство подстроенным самим руководством Красной Армии.